# Al Miksis
Albert Charles Miksis, detto Al (Chicago, 2 febbraio 1928 – Eugene, 4 febbraio 2012), è stato un cestista statunitense, professionista nella NBA e nella NPBL.